# Cyanide Studio
Cyanide Studio er en fransk computerspilsudvikler, der bl.a. står bag mange sports- og simulationsspil som Cycling Manager-serien, men som også er gået over til at lave hack 'n' slash-spil som deres nye udgivelse Loki.